# Jean-Claude Lafargue
Pour les articles homonymes, voir Lafargue.
Jean-Claude Lafargue, né le 23 décembre 1959 à Créteil, est un footballeur français. Il évoluait au poste de défenseur.

## Biographie
Jean-Claude Lafargue est membre du Paris FC et du Racing Paris dans les années 1980.
Après sa carrière de joueur, il est formateur (2001-2013) puis directeur (2013-2019) à l’INF de Clairefontaine, chargé de la pré-formation.

## Carrière
- 1975-1982 : Paris FC  France
- 1982-1988 : Racing Paris  France[1]

## Palmarès
- Champion de France de D2 en 1986 avec le Racing Paris
- International junior A2

## Statistiques
- 30 matchs en Division 1
- 146 matchs en Division 2